# 奈良県立奈良工業高等学校
奈良県立奈良工業高等学校（ならけんりつならこうぎょうこうとうがっこう、英語表記：Nara Prefectural Nara Technical High School）は、奈良県奈良市にかつてあった男女共学の公立工業高等学校。全日制と定時制がある。男女共学校であるが、女子生徒の割合は極めて少なかった（2005年度の女子生徒数は、全校生徒592名中7名）。
略称は『奈工（なこう）』であるが、奈良県立奈良高等学校の略称である『奈高』、奈良交通の略称である『奈交』と混同するため、文書以外で使われることはあまりない。
2007年（平成19年）に奈良県立奈良商業高等学校と統合され、奈良県立奈良朱雀高等学校が新設されたことにより募集を停止し、2009年（平成21年）3月31日に閉校した。
閉校後も10年に渡り校舎が残っていたが、2022年時点で解体、撤去されている。

## 沿革
旧制実業学校時代
- 1921年（大正10年）- 「奈良県立奈良商業学校」が開校。
- 1928年（昭和3年）- 実践科（夜間）を併置（後の定時制課程）。
- 1944年（昭和19年）4月 - 教育ニ関スル戦時非常措置方策により、「奈良県立奈良工業学校」を併置。
  - 商業学校の募集を停止し、工業学校の募集を開始。
- 1946年（昭和21年）4月 - 奈良県立奈良商業学校と奈良県立奈良工業学校が統合され、「奈良県立奈良商工学校」となる。

新制高等学校
- 1948年（昭和23年）
  - 4月1日 - 学制改革（六・三・三制の実施）が行われる。
    - 奈良商工学校（旧制）が廃止され、新制高等学校「奈良県立奈良商工高等学校」が発足。定時制を併置。

  - 9月1日 - 高校三原則に基づく公立高校の統合・再編が行われる。
    - 奈良県立奈良高校（男子校）、奈良市立奈良高等学校（女子校）の2校と統合され、総合制「奈良県立奈良高等学校」となる。
    - 旧・奈良県立奈良商工高等学校は「奈良県立奈良高等学校 商業課程・工業課程」となる。
- 1952年（昭和27年）4月1日 - 奈良県立奈良高等学校から分離（統合を解消）し、「奈良県立奈良商工高等学校」として独立（復称）。
- 1967年（昭和42年）4月1日 - 工業課程が分離し、奈良県立奈良工業高等学校として独立。

## 設置学科

### 全日制
- 機械科
- 電気科
- 土木科
- 建築科
- 工業化学科（2005年（平成17年）度より募集停止）

### 定時制
- 機械科
- 電気科

## 部活動
ボクシング部やフェンシング部がインターハイや国体出場など全国的に活躍。文化系では県内でも珍しい郷土芸能(和太鼓)部が全国的に活躍している。
ボクシング部は、ロサンゼルス五輪に出場した高見公明が顧問をしており、同部OBにはアトランタ五輪やシドニー五輪に出場した辻本和正や、WBA世界スーパーフライ級タイトル2度獲得の名城信男などがいる。
また、ラグビー部顧問を務める山本清悟は、テレビドラマ「スクール☆ウォーズ」のモデルにもなった京都市立伏見工業高等学校ラグビー部にかつて所属しており、山本自身も、同ドラマの登場人物の一人のモデルになっていた。
奈良工業には、県内には珍しい、L&P部（LOVE & PEACE）があり、人権問題に積極的に取り組んでいる。

## 交通
- 近鉄奈良線 菖蒲池駅
- 奈良交通西大寺駅バス停より押熊行き乗車、奈良工業高校前バス停下車 所要時間10分